# Kevin Shattenkirk
Kevin Michael Shattenkirk , född 29 januari 1989 i Greenwich, Connecticut, är en amerikansk professionell ishockeyback som spelar för Boston Bruins i NHL.
Han har tidigare spelat för Colorado Avalanche, St. Louis Blues, Washington Capitals, New York Rangers, Tampa Bay Lightning och Anaheim Ducks i NHL; Lake Erie Monsters i AHL; TPS Åbo i Liiga; Boston University Terriers i NCAA samt Team USA i NAHL.
Shattenkirk valdes i första rundan som 14:e spelare totalt i NHL-draft 2007 av Colorado Avalanche.

## Spelarkarriär
Shattenkirk startade sin ishockeykarriär i New Jersey Devils Youth Hockey Organization. Efter att han blivit vald i NHL-draften 2007 inledde han spel och studier för Boston University i NCAA. Han svarde för en stabil första säsong i Boston under 2007–08, då han blev invald till ligans All-Rookie Team efter att fört sitt lag till NCAA:s slutspel.
Efter tre framgångsrika säsonger i den amerikanska collegeligan skrev Shattenkirk, den 5 april 2009, på ett kontrakt med Colorado Avalanches farmarlag Lake Erie Monsters.
Shattenkirk debuterade i NHL för Colorado Avalanche säsongen 2010–11. Han spelade bara en halv säsong i Avalanche innan han blev trejdad till St. Louis Blues 19 februari 2011.
Efter sju säsonger i St. Louis Blues trejdades han vid trade deadline till Washington Capitals 28 februari 2017. Han imponerade inte under slutspelet, där Washington slogs ut i andra rundan, och blev unrestricted free agent 1 juli. Samma dag skrev han på ett fyraårsavtal med New York Rangers.

## Statistik
| 2002–2003   | New Jersey Devils Youth U14 | AYHL        | 18  | 6   | 7   | 13  | 8   | —  | — | —  | —  | —  |
| 2003–2004   | Brunswick Bruins            |             | 26  | 4   | 11  | 15  | —   | —  | — | —  | —  | —  |
|             | New Jersey Devils Youth U14 | AYHL        | 18  | 12  | 12  | 24  | 42  | —  | — | —  | —  | —  |
| 2004–2005   | Brunswick Bruins            |             | 22  | 10  | 18  | 28  | —   | —  | — | —  | —  | —  |
| 2005–2006   | U.S. National U17 Team      |             | 13  | 4   | 4   | 8   | 4   | —  | — | —  | —  | —  |
|             | Team USA                    | NAHL        | 28  | 6   | 9   | 15  | 17  | 12 | 3 | 7  | 10 | 10 |
| 2006–2007   | U.S. National U18 Team      |             | 43  | 8   | 19  | 27  | 36  | —  | — | —  | —  | —  |
|             | Team USA                    | NAHL        | 14  | 5   | 8   | 13  | 26  | —  | — | —  | —  | —  |
| 2007–2008   | Boston University Terriers  | NCAA        | 40  | 4   | 17  | 21  | 38  | —  | — | —  | —  | —  |
| 2008–2009   | Boston University Terriers  | NCAA        | 43  | 7   | 21  | 28  | 40  | —  | — | —  | —  | —  |
| 2009–2010   | Boston University Terriers  | NCAA        | 38  | 7   | 22  | 29  | 38  | —  | — | —  | —  | —  |
|             | Lake Erie Monsters          | AHL         | 3   | 0   | 2   | 2   | 0   | —  | — | —  | —  | —  |
| 2010–2011   | Colorado Avalanche          | NHL         | 46  | 7   | 19  | 26  | 20  | —  | — | —  | —  | —  |
|             | Lake Erie Monsters          | AHL         | 10  | 0   | 0   | 0   | 10  | —  | — | —  | —  | —  |
|             | St. Louis Blues             | NHL         | 26  | 2   | 15  | 17  | 16  | —  | — | —  | —  | —  |
| 2011–2012   | St. Louis Blues             | NHL         | 81  | 9   | 34  | 43  | 60  | 9  | 1 | 1  | 2  | 6  |
| 2012–2013   | St. Louis Blues             | NHL         | 48  | 5   | 18  | 23  | 20  | 6  | 0 | 2  | 2  | 6  |
|             | TPS Åbo                     | Liiga       | 12  | 2   | 4   | 6   | 22  | —  | — | —  | —  | —  |
| 2013–2014   | St. Louis Blues             | NHL         | 81  | 10  | 35  | 45  | 38  | 6  | 1 | 4  | 5  | 2  |
| 2014–2015   | St. Louis Blues             | NHL         | 56  | 8   | 36  | 44  | 52  | 6  | 0 | 8  | 8  | 2  |
| 2015–2016   | St. Louis Blues             | NHL         | 72  | 14  | 30  | 44  | 51  | 20 | 2 | 9  | 11 | 19 |
| 2016–2017   | St. Louis Blues             | NHL         | 61  | 11  | 31  | 42  | 37  | —  | — | —  | —  | —  |
|             | Washington Capitals         | NHL         | 19  | 2   | 12  | 14  | 10  | 13 | 1 | 5  | 6  | 6  |
| 2017–2018   | New York Rangers            | NHL         | 46  | 5   | 18  | 23  | 44  | —  | — | —  | —  | —  |
| 2018–2019   | New York Rangers            | NHL         | 73  | 2   | 26  | 28  | 20  | —  | — | —  | —  | —  |
| 2019–2020   | Tampa Bay Lightning         | NHL         | 70  | 8   | 26  | 34  | 38  | 25 | 3 | 10 | 13 | 6  |
| 2020–2021   | Anaheim Ducks               | NHL         | 55  | 2   | 13  | 15  | 28  | —  | — | —  | —  | —  |
| 2021–2022   | Anaheim Ducks               | NHL         | 82  | 8   | 27  | 35  | 36  | —  | — | —  | —  | —  |
| 2022–2023   | Anaheim Ducks               | NHL         | 75  | 4   | 23  | 27  | 56  | —  | — | —  | —  | —  |
| 2023–2024   | Boston Bruins               | NHL         | 61  | 6   | 18  | 24  | 18  | 6  | 0 | 1  | 1  | 0  |
| NHL totalt  | NHL totalt                  | NHL totalt  | 952 | 103 | 381 | 484 | 544 | 91 | 8 | 40 | 48 | 47 |
| AHL totalt  | AHL totalt                  | AHL totalt  | 13  | 0   | 2   | 2   | 10  | —  | — | —  | —  | —  |
| NCAA totalt | NCAA totalt                 | NCAA totalt | 121 | 18  | 60  | 78  | 116 | —  | — | —  | —  | —  |
| NAHL totalt | NAHL totalt                 | NAHL totalt | 42  | 11  | 17  | 28  | 43  | 12 | 3 | 7  | 10 | 10 |

### Internationellt
| Källa: Uppdaterad: 2024-05-18 | Källa: Uppdaterad: 2024-05-18 | Källa: Uppdaterad: 2024-05-18 |         | Utv = Utvisningsminuter | Utv = Utvisningsminuter | Utv = Utvisningsminuter | Utv = Utvisningsminuter | Utv = Utvisningsminuter |
| År                            | Lag                           | Mästerskap                    | Matcher | Mål                     | Assists                 | Poäng                   | Utv                     |                         |
| ----------------------------- | ----------------------------- | ----------------------------- | ------- | ----------------------- | ----------------------- | ----------------------- | ----------------------- | ----------------------- |
| 2007                          | USA                           | U18-VM                        | 7       | 1                       | 4                       | 5                       | 2                       |                         |
| 2009                          | USA                           | JVM                           | 6       | 1                       | 8                       | 9                       | 4                       |                         |
| 2011                          | USA                           | VM                            | 7       | 1                       | 2                       | 3                       | 6                       |                         |
| 2014                          | USA                           | OS                            | 6       | 0                       | 3                       | 3                       | 0                       |                         |
| Junior totalt                 | Junior totalt                 | Junior totalt                 | 13      | 2                       | 12                      | 14                      | 6                       |                         |
| Senior totalt                 | Senior totalt                 | Senior totalt                 | 13      | 1                       | 5                       | 6                       | 6                       |                         |